# Soňa Gaborčáková
Soňa Gaborčáková (* 20. srpna 1977, Stará Ľubovňa) je slovenská politička a sociální pracovnice, od května do října 2023 ministryně práce, sociálních věcí a rodiny SR ve vládě Ľudovíta Ódora.

## Život
V letech 1994 až 1999 vystudovala obor sociální práce, sociální pedagogika a vychovatelství na Univerzitě Mateja Bela v Banskej Bystrici. V letech 2014 až 2015 získala titul PhDr. na Katolické univerzitě v Ružomberku.
Před vstupem do politiky byla ředitelkou Domu svaté Anny ve Staré Ľubovni.
V letech 2016 až 2020 působila jako poslankyně NR SR, zvolená na kandidátce OĽaNO. V roce 2019 přešla společně s další poslankyní Elenou Červeňákovou do mimoparlamentního KDH. Obě nadále zůstaly poslankyněmi.
V květnu 2023 se stala ministryní práce, sociálních věcí a rodiny v úřednické vládě Ľudovíta Ódora. Tou byla až do října téhož roku.